# Ignacew (Konstantynów Łódzki)
Ignacew – dawniej samodzielna wieś, od 1975 część miasta Konstantynowa Łódzkiego w województwie łódzkim, w powiecie pabianickim. Leży w zachodniej części miasta, w okolicach ulicy Ignacew.

## Historia
Ignacew to dawna wieś, kolonia i folwark pod Konstantynowem. Od 1867 w gminy Babice. W okresie międzywojennym należał do powiatu łódzkiego w woj. łódzkim. 1 września 1933 utworzono gromadę Babiczki w granicach gminy Babice, składającą się ze wsi Babiczki, kolonii Stefanów, kolonii Babice oraz wsi, kolonii i folawrku Ignacew.
Podczas II wojny światowej włączona do III Rzeszy. Po wojnie Ignacew powrócił do powiatu łódzkiego woj. łódzkim, nadal jako część gromady Babiczki, jednej z 8 gromad gminy Babice. 21 września 1953 gminę Babice przemianowano na Kazimierz.
W związku z reorganizacją administracji wiejskiej jesienią 1954, Ignacew (jako część Babiczek) weszły w skład nowej gromady Kazimierz. W 1971 roku ludność wsi (z Żabiczkami) wynosiła 507.
Od 1 stycznia 1973 w gminie Lutomiersk, jako część sołectwa Żabiczki.
29 kwietnia 1975 Ignacew z Żabiczkami (279 ha) włączono do Konstantynowa Łódzkiego.